# Paul Johan Christopher Dubb
Paul Johan Christopher Dubb, född den 8 februari 1822 i Malmö, död den 6 februari 1879 i Lund, var en svensk skolman.
Dubb blev filosofie magister vid Lunds universitet 1844, docent i moderna språk där 1852 och lektor vid Lunds högre allmänna läroverk 1859. Dubb utgav på sin tid mycket använda läroböcker och antologier i de franska och tyska språken.